# Gruppi di cultura corsa
I Gruppi di cultura corsa (GCC) nascono grazie a Petru Giovacchini il 27 novembre 1933 in Corsica per difenderne l'italianità. Durante la seconda guerra mondiale questi gruppi favorevoli all'Italia diventarono i  "Gruppi di azione irredentista corsa" (GAIC). La sede dal 1933 al 1943 era a Roma in via Milano, 49 nel centralissimo Rione Monti.
Gli iscritti al movimento salirono sino a un massimo storico, nel febbraio 1942, di 600.000, mentre Giovacchini fu premiato con la nomina a consigliere nazionale del Partito Nazionale Fascista. 
Il movimento inoltre poteva contare su 360 sezioni e assisteva 4000 prigionieri corsi internati in Germania.
Ma il fatto più emblematico dell'ascesa di questo movimento irredentista in Corsica avvenne nel febbraio 1942 quando si ebbe la costituzione in Sardegna di un "Battaglione Corso" inquadrato nella divisione Sassari della 73 Legione camicie nere.
Dopo la resa dell'Italia nel settembre 1943 Giovacchini si rifugiò nella Repubblica Sociale Italiana, dove mantenne attivi i suoi "gruppi corsi".  Nel maggio 1944 Giovacchini, allora a Novara, tentò per l'ultima volta di creare da questi suoi gruppi alcuni nuclei irredentisti da inviare a combattere nella Corsica in mano agli Alleati.